# TVNZ 7
TVNZ 7 était une chaîne de télévision d'information en continu néo-zélandaise. Appartenant au groupe audiovisuel public Television New Zealand (TVNZ), elle est lancée le 30 mars 2008 sur la télévision numérique terrestre ainsi qu'en réception directe par satellite (bouquet Freewiew).
Elle rejoint la plate-forme numérique Sky Television Digital le 1er juillet 2009.
Le 30 juin 2012, elle met fin à ses activités, devenant TV One +1, la programmation de TV One décalée d'une heure.

## Description
Sa grille des programmes est composée à 30 % d'information brute (journaux télévisés) et à 70 % d'émissions informatives ou culturelles (débats, talk-shows, programmes politiques, résultats sportifs, documentaires).
Des bulletins d'information d'une durée de dix minutes sont diffusés toutes les heures entre 6 heures du matin et minuit, à l'exception d'une édition prolongée analysant l'actualité pendant près d'une heure, diffusée quotidiennement à 20 heures.
TVNZ 7 a signé des accords de coopération avec plusieurs chaînes d'information internationales (principalement BBC World et CNN) et reprend sur son antenne certains bulletins et/ou images provenant des chaînes publiques australiennes ABC et SBS, ainsi que des bulletins émanant de la chaîne de télévision américaine ABC.
Son siège est implanté au cœur du complexe de la TVNZ à Auckland, à l'instar des autres chaînes du groupe public.